# 横山宏
横山宏(1956年6月15日 - )福岡縣北九州人，日本科幻作家、機械設定師。日本科幻作家協會會員。

## 生平
武藏野美術大學畢業，早期擔任模型原型师，也從事過以小篇科幻漫畫和手工模型向雜誌社投稿的工作，擅長喜欢曲面的零件構成和二戰科技風融入未來科幻的技巧。
Maschinen Krieger ZbV3000系列是其代表作，以模型開始的專案後續逐漸添加故事成為一個簡易的科幻劇情型玩具系列，也有名字簡稱“SF3D ”整個計畫開始於1981年後，多年來斷斷續續推出作品，系列包含單兵装甲战斗衣，两足行走坦克，反重力飞船，自动机器人等，之後NITTO模型公司察觉到了其作品潛力，促成和HOBBY JAPAN雜誌合作推出量產了第一批该系列的模型。
然而1986年横山宏和HOBBY JAPAN决裂，SF3D的商标著作权被归于连载杂志HOBBY JAPAN，NITTO公司的模型製造也停止，横山宏之後將系列名改為Ma.k.至今。之後整個1990年代著作權官司不停歇，直到1999年达成和解，到此SF3D和Ma.k.重新划上等号，而NITTO公司也得以重新生产。
2010年代之後日本大廠WAVE公司和中國大陸廠商核诚治造也開始合作生產其授權模型，横山宏在亞洲區知名度逐漸打開。

## 參與作品
- 3Q MODEL - 横山宏自開設的模型工作室
- ぼうけん!メカラッパ号 - NHK教育頻道2000年SF人偶劇節目
- カルネージハート(Carnage Heart) - PS主機遊戲
- JUNKMETAL - 2003年電腦遊戲
- 雷諾尼都紀事 - PC-8801主機遊戲
- 24ゾイド - ZOIDS玩具系列